# Conrad Black
Pour les articles homonymes, voir Black.
Conrad Moffat Black (né le 25 août 1944 à Montréal, Canada) est un homme d'affaires, écrivain et chroniqueur Canado-Britannique.
Il est l'héritier de George Montegu Black II, un homme d'affaires présent dans le commerce et les médias via sa holding Ravelston.
En 1978,  Conrad Black et son frère George Black III reprennent ensemble l'entreprise dont ils héritent. 
Avec seulement 22,4% des actions et l'aide des puissants réseaux de leur père, ils contrôlent indirectement Argus Corporation, une des plus importantes holding du Canada.
En 1998, Conrad Black fonde le journal anglophone The National Post à Toronto.  En 2001, il devient membre du parlement britannique comme membre de la Chambre des lords.  Critiqué par le premier ministre canadien Jean Chrétien, il annonce quitter le pays et renoncer à la citoyenneté Canadienne. 
Impliqué dans un scandale criminel majeur, il est condamné par la justice en 2007 à six ans de prison.
En 2019, il reçoit une grâce présidentielle du Président Donald Trump après avoir écrit un livre lui rendant hommage.  Il travaille actuellement comme chroniqueur au National Post.

## Études
Il obtient un diplôme en droit à l'université Laval à Québec (1970) ainsi qu'en histoire à l'université McGill de Montréal (1973). Il fait alors sa thèse sur l'histoire de Maurice Duplessis, ancien Premier ministre du Québec. Cette thèse servira de base plus tard pour sa biographie de Maurice Duplessis, publiée en décembre 1976.

## Carrière
Il achète le journal Sherbrooke Record (en), petit journal desservant la minorité anglophone de la ville de Sherbrooke et de ses environs.
Lorsque le magnat John A. McDougald (en) décède, Conrad Black prend le contrôle de sa holding Argus Corporation (en) de façon cavalière. Les activités du groupe s'orientèrent ensuite vers la presse.
Black lança le quotidien torontois le National Post en octobre 1998. À l'été 2000, CanWest Global acheta les journaux du groupe de presse Hollinger, dont le The Gazette et l'Ottawa Citizen.
Né au Canada, il renonça à sa citoyenneté canadienne après que le premier ministre du Canada Jean Chrétien se fut opposé à sa nomination à la Chambre des lords britannique.

## Activité littéraire
Black est l'auteur d'un livre en deux tomes sur le premier ministre du Québec Maurice Duplessis. Il a aussi écrit sur les présidents des États-Unis Franklin Delano Roosevelt et Richard Nixon. Il a été membre des Bilderberg.

## Religion
Black s'est converti à la religion catholique. Il était un ami du cardinal Emmett Carter de Toronto.

## Scandale
En 2004, il est au centre d'un scandale financier impliquant diverses transactions financières concernant les entreprises de sa holding, opérant principalement au Canada, aux États-Unis et en Grande-Bretagne. La SEC américaine a entamé une enquête sur ses agissements et il lui est interdit d'effectuer des transactions financières visant les entreprises de son groupe.
En novembre 2005, il est sous le coup d'un mandat d'arrêt lancé par la cour fédérale de Chicago aux États-Unis. Lui ainsi que deux autres responsables, Jack Boultbee et Peter Atkinson, sont accusés de fraudes pour un montant de plus de 80 millions de dollars US.
Le 10 décembre 2007, il a été condamné à 78 mois de prison et une amende de 125 000 $ pour abus de biens sociaux et entraves à la justice. Son avocat a annoncé qu'il serait fait appel.
Le 3 mars 2008 débute sa peine de prison dans un pénitencier de l'État de Floride.
Le 19 juillet 2010 il est libéré sous caution par une cour d'appel américaine en attendant le résultat de son appel pour sa condamnation en 2007 à six ans et demi de prison pour fraude financière. Le 15 août 2013, la fin des poursuites civiles contre Conrad Black aux États-Unis est proclamée : après ses 37 mois de prison aux États-Unis pour fraude et entrave à la justice, il a accepté de payer une amende de 4,1 millions de dollars aux autorités boursières américaines.

## Révocation de ses titres
Il n'est plus membre de l'Ordre du Canada ni du Conseil privé de la Reine depuis la révocation de son titre par le Gouverneur général David Johnston sur la demande du Premier ministre Stephen Harper, le 31 janvier 2014.

## Ouvrages
- Conrad Black, Duplessis. L'ascension, Montréal/Bruxelles, Les éditions de l'homme, 1977, 487 p. (ISBN 0-7759-0555-0)
- Conrad Black, Duplessis. Le pouvoir, Montréal/Bruxelles, Les éditions de l'homme, 1977, 623 p. (ISBN 0-7759-0555-0)